# كيم يونغ-بن (لاعب كرة قدم)
كيم يونغ-بن (هانغل: 김영빈) هو لاعب كرة قدم كوري جنوبي في مركز الدفاع، ولد في 8 أبريل 1984 في كوريا الجنوبية. لعب مع إنتشون يونايتد.

## وصلات خارجية
- كيم يونغ-بن (لاعب كرة قدم) على موقع دوري كوريا الجنوبية (الإنجليزية)
- كيم يونغ-بن (لاعب كرة قدم) على موقع قاعدة بيانات كرة القدم.إي يو (الإنجليزية)
- كيم يونغ-بن (لاعب كرة قدم) على موقع Soccerway.com (الإنجليزية)